# Nationaal park Odzala-Kokoua
Het nationaal park Odzala-Kokoua is een nationaal park van 13.546 km² in het noordwesten van de Republiek Congo, verspreid over de departementen Cuvette-Ouest en Sangha.
Het nationaal park werd in 1935 opgericht met een oorspronkelijke oppervlakte van 1.266 km² en werd uitgebreid bij presidentieel decreet nr. 2001-221 van 10 mei 2001 onder het bewind van president Denis Sassou-Nguesso. De oppervlakte nam toe van 190.000 ha tot 1.354.600 ha, inclusief het voormalige wildreservaat Lékoli Pandaka en het voormalige jachtdomein Mboko.
Het park is sinds 1977 een UNESCO biosfeerreservaat. Het werd ook opgenomen op de voorlopige lijst van werelderfgoed van de Unesco in 2008 en als "Woudmassief van Odzala-Kokoua" toegevoegd aan de lijst van UNESCO natuurerfgoed in 2023 tijdens de 45e sessie van de Commissie voor het Werelderfgoed. 
In de verantwoording van de erkenning wordt beklemtoond dat "het domein een uitstekend voorbeeld is, op een uitzonderlijk grote schaal, van het proces van herkolonisatie van savanna-ecosystemen door postglaciale bossen. Het is daarom ecologisch belangrijk als convergentiepunt van meerdere ecosysteemtypes (Congolese bossen, bossen van Neder-Guinea en savanne). Het brede scala aan leeftijdsclassificaties over het bosopvolgingsspectrum draagt bij aan de zeer aparte ecologie van het park, waarin een breed scala aan opmerkelijke ecologische processen is opgenomen. Het is een van de belangrijkste bolwerken voor bosolifanten in Centraal-Afrika en wordt erkend als het park met de rijkste diversiteit aan primaten in de regio."
Het nationaal park is ook een Ramsargebied sinds 18 september 2012.
Samen met het Faunareservaat van Dja (Kameroen) en het nationaal park van Minkébé (Gabon) maakt het nationaal park van Odzala-Kokoua deel uit van de TRIDOM-zone (TRInationale du Dja, Odzala et Minkébé) van het Wereld Natuur Fonds (WWF), die belangrijk is voor de bescherming van de dichte Afrikaanse bossen van het Kongobekken. Het park is om die reden ook onderdeel van de ecoregio Noordwestelijke Congolese laaglandbossen.